# Innerer Oberspreewald
Das Naturschutzgebiet Innerer Oberspreewald liegt auf dem Gebiet der Landkreise Dahme-Spreewald, Oberspreewald-Lausitz und Spree-Neiße in Brandenburg. 
Das 5744,8 ha große Naturschutzgebiet, das mit Verordnung vom 12. September 1990 unter Naturschutz gestellt wurde, erstreckt sich zwischen den Städten Lübben (Spreewald) im Nordwesten und Vetschau/Spreewald im Südosten. An der Nordwestecke des Gebietes verläuft die B 87 und an der Südostecke die Landesstraße L 513.
Zum Inneren Oberspreewald gehört die Kernzone des Huschepusch.